# Ritirata dell'esercito serbo in Albania

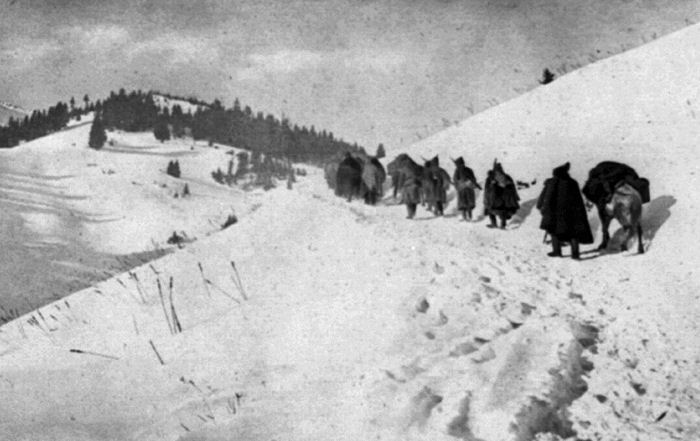
La ritirata dei serbi attraverso le montagne albanesi.

La ritirata dell'esercito serbo in Albania si riferisce allo spostamento delle truppe serbe in Albania, in seguito all'invasione della Serbia, ad opera degli eserciti tedesco, austro-ungherese e bulgaro, è anche detto golgota albanese (in serbo: Албанска голгота). Durante la lunga marcia, all'incirca 240 000 soldati serbi morirono per il freddo, la fame, le malattie e per mano delle tribù albanesi.

## Contesto

### Guerre balcaniche

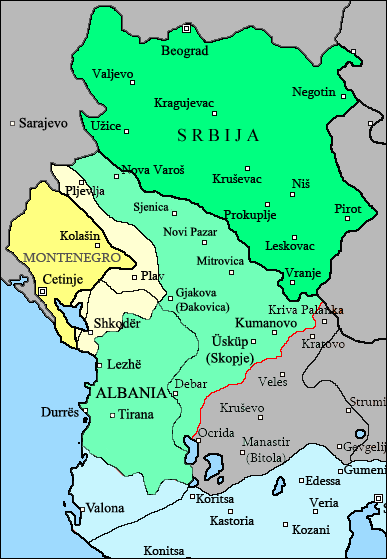
La campagna serba in Albania nel 1912-1913.

Alla fine del 1912, il regno di Serbia occupava la maggior parte dei territori con popolazione albanese sulla costa adriatica. Durante il tentativo di annettere le terre occupate, l'esercito serbo si rese responsabile di seri crimini contro la popolazione albanese locale. Allo scopo di investigare sui crimini, il Carnegie Endowment for International Peace formò una commissione speciale, che fu inviata nei Balcani nel 1913. Riassumendo la situazione nelle aree albanesi, la commissione concluse:
(Rapporto della Commissione Internazionale sulle guerre balcaniche.)
Il governo serbo rispose al rapporto sui crimini di guerra rifiutando ogni accusa. Durante la guerra, la propaganda serba avviò una forte campagna anti-albanese. Questi eventi contribuirono in modo significativo allo sviluppo dell'ostilità della popolazione locale nei confronti dell'esercito serbo.

### Prima guerra mondiale
Il 28 giugno 1914, Gavrilo Princip, uno studente serbo bosniaco e membro della Mlada Bosna, assassinò l'erede al trono austro-ungarico, l'Arciduca Francesco Ferdinando d'Asburgo, a Sarajevo, in Bosnia. L'obiettivo politico dell'assassinio era liberare dal dominio imperiale le province slave meridionali dell'impero austro-ungarico. L'assassinio innescò una catena di eventi che coinvolse la Russia e le maggiori potenze europee. Ebbe iniziò un periodo di manovre diplomatiche tra Austria-Ungheria, Germania, Russia, Francia e Gran Bretagna, chiamata crisi di luglio. Volendo, infine, porre fine all'interferenza Serba in Bosnia e nei Balcani, l'Austria-Ungheria diede l'ultimatum di luglio alla Serbia, una serie di dieci richieste rese intenzionalmente inaccettabili, con lo scopo di provocare una guerra con la Serbia. Quando la Serbia accettò solo otto delle dieci richieste, l'Austria Ungheria le dichiarò guerra il 28 luglio 1914.
La disputa tra Austria-Ungheria e Serbia si trasformò in quella che è divenuta conosciuta come la prima guerra mondiale, che coinvolse da subito Russia, Germania, Francia e Regno Unito.
Nel dicembre 1914, i serbi contavano oltre 170 000  soldati uccisi, feriti, malati o dispersi. A questo punto, l'esercito serbo era riuscito a respingere tre successivi tentativi di invasione austro-ungarici e il maresciallo austro-ungarico Oskar Potiorek fu sollevato dall'incarico. Nei primi del 1915 un'enorme epidemia di tifo iniziò a devastare il paese, le stime parlano di 150 000 persone morte, durante quella che è stata la peggiore epidemia di tifo nella storia.

## Ritirata

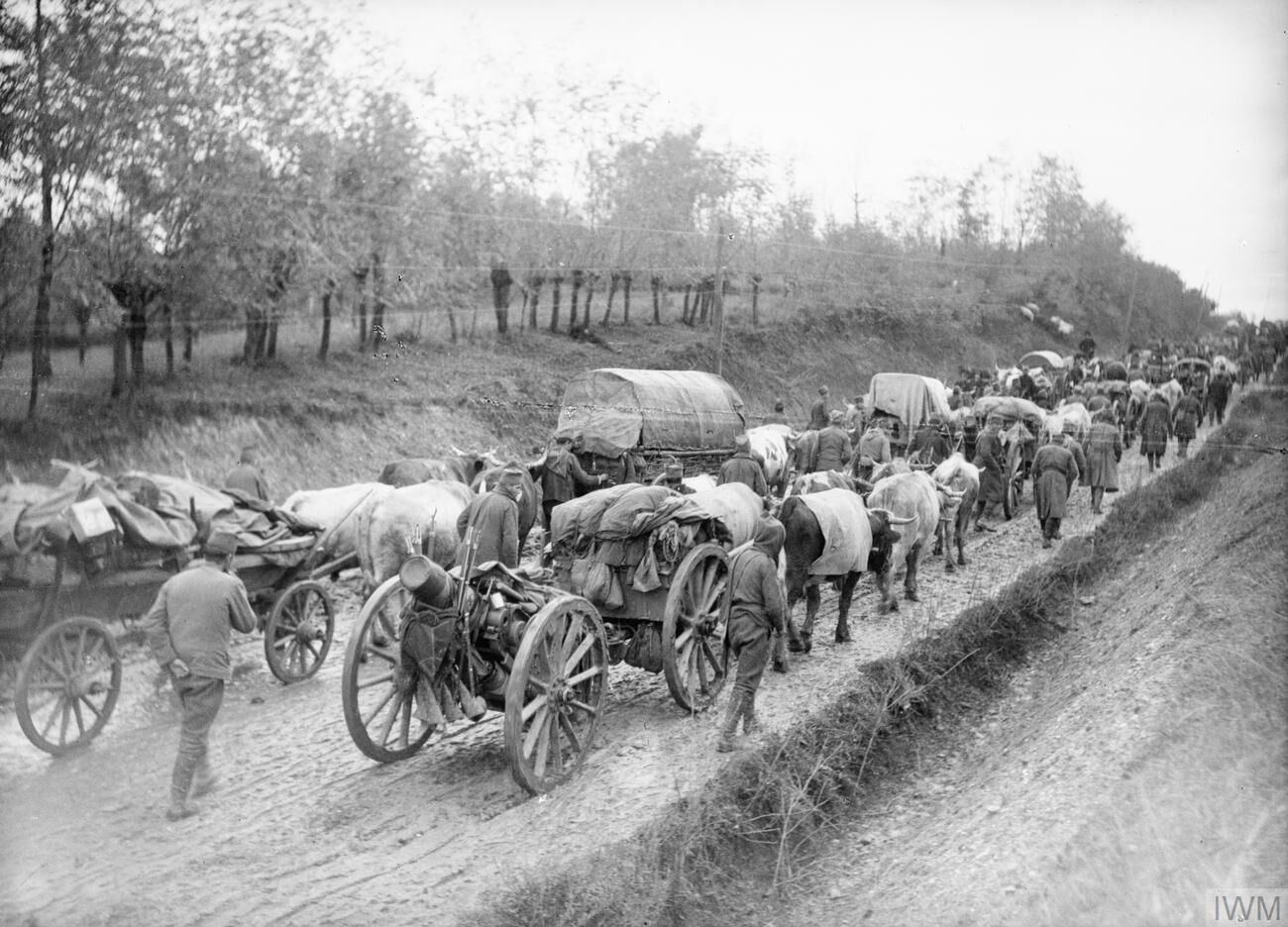
Soldati serbi nelle campagne albanesi.

Il 7 ottobre 1915, il regno di Serbia fu invaso dalle forze congiunte tedesche e austro-ungariche. Il 14 ottobre, i bulgari entrarono in guerra al fianco degli imperi. Trovandosi in evidente inferiorità sia per numero di uomini che per equipaggiamento, il maresciallo serbo Radomir Putnik ordinò il completo ritiro dell'esercito serbo a sud e a ovest, attraverso l'alleato Montenegro e nella neutrale Albania, il 25 novembre 1915. Le condizioni climatiche erano terribili, le strade dissestate e l'esercito dovette aiutare decine di migliaia di civili ritiratisi insieme ai soldati e quasi del tutto privi di approvvigionamento e cibo. Tuttavia, il maltempo e la condizione delle strade furono elementi a favore dei serbi, poiché i tedeschi e i bulgari non riuscirono ad avanzare nelle insidiose montagne albanesi, così i serbi riuscirono a sfuggire alla cattura. Tuttavia, centinaia di migliaia di serbi morirono per la fame, le malattie, la sete, l'ipotermia e per gli attacchi da parte delle forze nemiche e delle bande tribali albanesi.

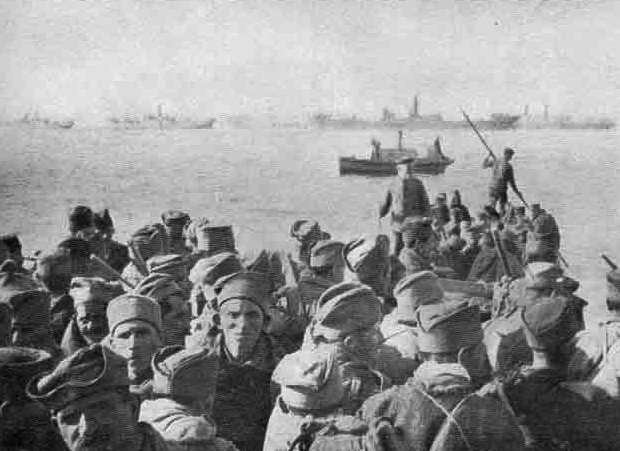
Gli esausti serbi raggiungono la costa adriatica.

Le circostanze della ritirata furono disastrose, e circa 155 000 serbi, prevalentemente soldati, raggiunsero la costa adriatica e si imbarcarono sulle navi da trasporto alleate (in maggioranza della Regia Marina), che trasportarono l'esercito verso varie isole greche (molti andarono a Corfù) prima di essere inviato a Salonicco.

## Conseguenze
Durante il ritiro, approssimativamente 200 000 serbi morirono tra le montagne albanesi e migliaia ancora perirono una volta arrivati sull'isola greca di Corfù. A causa della massiccia perdita di vite umane, la ritirata dell'esercito serbo in Albania è considerata dai serbi come una delle più grandi tragedie della storia della loro nazione.
I superstiti erano così indeboliti che morirono a migliaia per sfinimento nelle settimane successive al loro salvataggio. Mentre i principali campi in cui era l'esercito serbo erano sull'isola di Corfù (un contingente fu inviato a Biserta e molti profughi furono accettati in Francia), i malati e i moribondi, perlopiù soldati, furono curati sull'isola di Vido, per prevenire le malattie. Nonostante l'aiuto materiale degli Alleati, le condizioni di entrambe le strutture mediche erano improvvisate e tra i pazienti dell'isola si registrarono elevati tassi di mortalità. A causa della ridotta dimensione dell'isola e per il suo terreno roccioso, divenne ben presto una necessità seppellire i morti in mare (legando dei massi ai cadaveri, per evitarne il galleggiamento). Più di 5 000 serbi furono sepolti in questo modo, in quello che divenne noto come il Cimitero Blu (Plava Grobnica), vicino all'isola greca di Vido.

## Commemorazione
Il soldato serbo Milutin Bojić scrisse il poema Plava Grobnica per commemorare i suoi commilitoni caduti. Successivamente, Bojić morì per la tubercolosi e fu sepolto anch'egli nel "Cimitero Blu".

### Film
- Nel 2006 uscì il documentario Gde Cveta Limun Žut, sugli eventi della ritirata Serba.

### Musica
- Tamo daleko, canto tradizionale serbo composto durante la prima guerra mondiale.